# Багаев, Михаил Николаевич
Михаи́л Никола́евич Бага́ев (род. 28 февраля 1985, Киров) — российский футболист, защитник. Мастер спорта России (2019).

## Биография
Родился в Кирове.
В 1992 году начал заниматься футболом в кировской ДЮСШ № 5, первым тренером был Юрий Вячеславович Ларьков. В 1998 году перешёл в ДЮСШ ижевского «Динамо».
В 2002 году перешёл в «Динамо-Машиностроитель». 19 июля 2002 года в матче Второго дивизиона против чайковской «Энергии» дебютировал в профессиональном футболе.
Сезон 2003 провёл в ижевском «Динамо», после чего вернулся обратно в кировское «Динамо». 
В январе 2005 года подписал контракт с клубом «Москва». С клубом стал серебряным призёром турнира дублёров РФПЛ. В основном составе провёл одну встречу — 11 августа 2005 года в ответном матче 1/16 финала Кубка России с махачкалинским «Динамо» на 87-й минуте заменил Максима Белецкого.
В начале 2006 года подписал контракт с казанским «Рубином», где играл только за дублирующий состав, отметившись одной игрой за первую команду. 22 июня 2007 года провёл полный матч 1/16 финала Кубка России с «Луховицами».
В августе 2007 года был отдан в аренду в клуб «СКА-Энергия». 3 августа 2007 года в матче против ростовского СКА дебютировал в Первом дивизионе.
5 февраля 2008 на правах свободного агента осуществил полноценны переход в «СКА-Энергия». 
16 августа 2009 года пополнил состав «Краснодара».
2 февраля 2011 года присоединился к клубу «Спартак-Нальчик», подписав контракт на два с половиной года. 12 марта 2011 года в матче против «Крыльев Советов» дебютировал в РФПЛ, отыграв весь матч целиком. В сезоне 2012/13 с командой стал бронзовым призёром первенства ФНЛ, однако по итогам стыковых матчей клуб не вышел в РФПЛ.
30 июня 2013 года заключил контракт с московским «Торпедо» сроком на два года. По итогам сезона 2013/14 вместе с командой стал бронзовым призёром первенства ФНЛ и добился права выступать в РФПЛ. В стыковых матчах команда победила «Крылья Советов» с общим счётом 2:0.
16 февраля 2015 на правах аренды перешёл в «Тюмень».
6 июня 2015 года на правах свободного агента перешёл в «Факел».
В июне 2017 года подписал годичный контракт с курским «Авангардом». В розыгрыше Кубка России 2017/18 клуб вышел в финал, где проиграл «Тосно» со счётом 2:1.
10 июня 2019 года вернулся в московское «Торпедо». В январе 2020 года контракт был досрочно расторгнут по соглашению сторон.
22 июля 2020 года пополнил состав клуба «Знамя Труда».
В период с 2021 года по 2024 год выступал в составе любительских клубов СШ №75, «Росича» и московского «Уральца».
10 января 2024 года был назначен на пост спортивного директора любительского клуба «КССС».

## Статистика выступлений
| Выступление            | Выступление      | Выступление      | Лига | Лига | Кубки | Кубки | Еврокубки | Еврокубки | Стыковые матчи | Стыковые матчи | Итого | Итого |
| Клуб                   | Лига             | Сезон            | Игры | Голы | Игры  | Голы  | Игры      | Голы      | Игры           | Голы           | Игры  | Голы  |
| ---------------------- | ---------------- | ---------------- | ---- | ---- | ----- | ----- | --------- | --------- | -------------- | -------------- | ----- | ----- |
| Динамо-Машиностроитель | Второй дивизион  | 2002             | 6    | 0    | 0     | 0     | —         | —         | —              | —              | 6     | 0     |
| Динамо-Машиностроитель | Итого            | Итого            | 6    | 0    | 0     | 0     | —         | —         | —              | —              | 6     | 0     |
| Динамо (Ижевск)        | Второй дивизион  | 2003             | 33   | 0    | 1     | 0     | —         | —         | —              | —              | 34    | 0     |
| Динамо (Ижевск)        | Итого            | Итого            | 33   | 0    | 1     | 0     | —         | —         | —              | —              | 34    | 0     |
| Динамо (Киров)         | Второй дивизион  | 2004             | 32   | 0    | 1     | 0     | —         | —         | —              | —              | 33    | 0     |
| Динамо (Киров)         | Итого            | Итого            | 32   | 0    | 1     | 0     | —         | —         | —              | —              | 33    | 0     |
| Москва                 | РФПЛ             | 2005             | 0    | 0    | 1     | 0     | —         | —         | —              | —              | 1     | 0     |
| Москва                 | Итого            | Итого            | 0    | 0    | 1     | 0     | —         | —         | —              | —              | 1     | 0     |
| Рубин                  | РФПЛ             | 2007             | 0    | 0    | 1     | 0     | 0         | 0         | —              | —              | 1     | 0     |
| Рубин                  | Итого            | Итого            | 0    | 0    | 1     | 0     | 0         | 0         | —              | —              | 1     | 0     |
| → СКА-Энергия          | Первый дивизион  | 2007             | 18   | 1    | 0     | 0     | —         | —         | —              | —              | 18    | 1     |
| → СКА-Энергия          | Итого            | Итого            | 18   | 1    | 0     | 0     | —         | —         | —              | —              | 18    | 1     |
| СКА-Энергия            | Первый дивизион  | 2008             | 40   | 5    | 2     | 0     | —         | —         | —              | —              | 42    | 5     |
| СКА-Энергия            | Первый дивизион  | 2009             | 19   | 1    | 0     | 0     | —         | —         | —              | —              | 19    | 1     |
| СКА-Энергия            | Итого            | Итого            | 59   | 6    | 2     | 0     | —         | —         | —              | —              | 61    | 6     |
| Краснодар              | Первый дивизион  | 2009             | 14   | 1    | 0     | 0     | —         | —         | —              | —              | 14    | 1     |
| Краснодар              | Первый дивизион  | 2010             | 22   | 0    | 2     | 0     | —         | —         | —              | —              | 24    | 0     |
| Краснодар              | Итого            | Итого            | 36   | 1    | 2     | 0     | —         | —         | —              | —              | 38    | 1     |
| Спартак-Нальчик        | РФПЛ             | 2011/12          | 37   | 0    | 0     | 0     | —         | —         | —              | —              | 37    | 0     |
| Спартак-Нальчик        | ФНЛ              | 2012/13          | 32   | 0    | 2     | 0     | —         | —         | 2              | 0              | 36    | 0     |
| Спартак-Нальчик        | Итого            | Итого            | 69   | 0    | 2     | 0     | —         | —         | 2              | 0              | 73    | 0     |
| Торпедо (Москва)       | ФНЛ              | 2013/14          | 31   | 2    | 1     | 0     | —         | —         | 2              | 0              | 34    | 2     |
| Торпедо (Москва)       | РФПЛ             | 2014/15          | 6    | 0    | 1     | 0     | —         | —         | —              | —              | 7     | 0     |
| Торпедо (Москва)       | Итого            | Итого            | 37   | 2    | 2     | 0     | —         | —         | 2              | 0              | 41    | 2     |
| → Тюмень               | ФНЛ              | 2014/15          | 13   | 0    | 0     | 0     | —         | —         | —              | —              | 13    | 0     |
| → Тюмень               | Итого            | Итого            | 13   | 0    | 0     | 0     | —         | —         | —              | —              | 13    | 0     |
| Факел                  | ФНЛ              | 2015/16          | 37   | 0    | 1     | 0     | —         | —         | —              | —              | 38    | 0     |
| Факел                  | ФНЛ              | 2016/17          | 38   | 0    | 2     | 0     | —         | —         | —              | —              | 40    | 0     |
| Факел                  | Итого            | Итого            | 75   | 0    | 3     | 0     | —         | —         | —              | —              | 78    | 0     |
| Авангард (Курск)       | ФНЛ              | 2017/18          | 38   | 0    | 6     | 0     | —         | —         | —              | —              | 44    | 0     |
| Авангард (Курск)       | ФНЛ              | 2018/19          | 35   | 1    | 2     | 0     | —         | —         | —              | —              | 37    | 1     |
| Авангард (Курск)       | Итого            | Итого            | 73   | 1    | 8     | 0     | —         | —         | —              | —              | 81    | 1     |
| Торпедо (Москва)       | ФНЛ              | 2019/20          | 20   | 0    | 2     | 0     | —         | —         | —              | —              | 22    | 0     |
| Торпедо (Москва)       | Итого            | Итого            | 20   | 0    | 2     | 0     | —         | —         | —              | —              | 22    | 0     |
| Знамя Труда            | ПФЛ              | 2020/21          | 15   | 0    | 1     | 0     | —         | —         | —              | —              | 16    | 0     |
| Знамя Труда            | Итого            | Итого            | 15   | 0    | 1     | 0     | —         | —         | —              | —              | 16    | 0     |
| Всего за карьеру       | Всего за карьеру | Всего за карьеру | 486  | 11   | 26    | 0     | 0         | 0         | 4              | 0              | 516   | 11    |

## Достижения
«Москва»
- Серебряный призёр турнира дублёров РФПЛ: 2005

«Спартак-Нальчик»
- Бронзовый призёр ФНЛ: 2012/13

«Торпедо» (Москва)
- Бронзовый призёр ФНЛ: 2013/14

«Авангард» (Курск)
- Финалист Кубка России: 2017/18